# Тягачёв, Алексей Александрович
Алексей Александрович Тягачёв (род. 23 мая 1965 года,  г. Дмитров) — российский военнослужащий, Герой Российской Федерации, полковник ВС РФ. Участник боевых действий в Чеченской Республике в 1994-1995 годах.

## Биография
Родился 23 мая 1965 года в городе Дмитров Московской области. Русский. Окончил среднюю школу.
В Вооружённых Силах с 1983 года. В 1989 году окончил Рязанское высшее воздушно-десантное командное училище. Служил в Воздушно-десантных войсках в 217-м парашютно-десантном полку 98-й гвардейской Свирской Краснознамённой ордена Кутузова 2-й степени воздушно-десантной дивизии: командир взвода, заместитель командира роты, командир роты. В 1989—1990 годах принимал в составе полка непосредственное участие в выполнении специальных заданий на территории республик Закавказья, по урегулированию межнациональных конфликтов.
Капитан Тягачев Алексей Александрович 13 декабря 1994 года со своей ротой оказался в Чечне. При штурме здания Совета Министров возглавил одну из штурмовых групп. Группой уничтожены 1 танк, 2 БТР и 4 укрепленные огневые точки противника. Проложив себе путь гранатами, группа Тягачева своевременно выдвинулась на заданный рубеж. В течение суток десантникам пришлось отбивать ожесточенные атаки боевиков, но они не сдали ни метра плацдарма. Алексей получил контузию, а затем и пулевое ранение, но не позволил себя эвакуировать до тех пор, пока не подошла смена. После того, как ему оказали первую медицинскую помощь, остался в строю. В последующие дни группа Тягачева захватила два здания и удерживала их в течение двух дней. В этих боях Алексей лично уничтожил два танка.
Указом Президента Российской Федерации от 21 июля 1995 года за мужество и героизм, проявленные при выполнении специального задания, капитану Тягачёву Алексею Александровичу присвоено звание Героя Российской Федерации.
Гвардии полковник Тягачёв А. А. продолжал военную службу. С 1995 года — заместитель командира парашютно-десантного батальона в 217-м гвардейском парашютно-десантном полку.
Воинское звание майор получил в 1997 году. В 1996 году поступил, а в 1999 году окончил Военно-дипломатическую академию. Служит в Главном управлении Генерального штаба.

## Награды
- Герой Российской Федерации (медаль «Золотая Звезда» № 191).
- Медаль «За отличие в воинской службе» 1-й степени.